# 地方公務員災害補償基金
地方公務員災害補償基金（ちほうこうむいんさいがいほしょうききん）は、常時勤務に服することを要する地方公務員及び一般地方独立行政法人の役員及び職員について、地方公務員災害補償法（昭和42年法律第121号）（第七章（非常勤職員等）を除く）に定める補償を実施し、並びに公務上の災害又は通勤による災害を受けた職員の社会復帰の促進、被災職員及びその遺族の援護、公務上の災害の防止に関する活動に対する援助その他の職員及びその遺族の福祉に必要な事業を行うために設置された地方共同法人である（地方公務員災害補償法第3条）。

一般の労働者が労働災害にあった場合には労災保険法に基づき労働基準監督署長が業務上災害であるか否かを認定するが、地方公務員の場合には地公災基金が代わって公務上災害であるか否かの判断を行う仕組みとなっている。

## 概要
- 1967年（昭和42年）12月設立
- 主たる事務所を東京都に、従たる事務所を都道府県及び地方自治法（昭和22年法律第67号）第252条の19第1項の指定都市ごとに置く（地方公務員災害補償法第4条）。

## 諸問題

### 震災被災の職員への対応
- 2011年3月発生の東日本大震災において、宮城県南三陸町の防災対策庁舎では、震災発生時に多数の職員が津波に巻き込まれて死亡したり、行方不明になったりしたが、これらの職員の遺族らが地方公務員災害補償基金に対し「特殊公務災害」を申請したのに対し、同基金が不認定としていたことが判明している。遺族らからは「震災という特殊な状況を考慮していない」として批判が多数出ており、地方公務員災害補償基金宮城県支部審査会に対し審査請求している[1]。